# Kirviller
Kirviller (Duits: Kirweiler in Lothringen) is een gemeente in het Franse departement Moselle (regio Grand Est) en telt 103 inwoners (1999). De plaats maakt deel uit van het arrondissement Sarreguemines.

## Geografie
De oppervlakte van Kirviller bedraagt 2,5 km², de bevolkingsdichtheid is 41,2 inwoners per km².
De onderstaande kaart toont de ligging van Kirviller met de belangrijkste infrastructuur en aangrenzende gemeenten.

## Demografie
Onderstaande figuur toont het verloop van het inwonertal (bron: INSEE-tellingen).